# The Kindergarten Teacher (2018)
The Kindergarten Teacher is een Amerikaanse film uit 2018, geschreven en geregisseerd door Sara Colangelo en gebaseerd op de gelijknamige Israëlische film uit 2014.

## Verhaal
Lisa Spinelli (Maggie Gyllenhaal) is een veertigjarige kleuterleidster die vast zit in een kleurloos bestaan op Staten Island en getrouwd is met een vriendelijke maar saaie man. Ze komt op een dag tot de ontdekking dat een van haar vijfjarige kleuters, een wonderkind is dat een groot talent heeft voor poëzie. Ze tracht hem zoveel mogelijk te beschermen uit angst dat de puurheid van zijn talent verloren zou gaan door de wereld rondom hem. Haar fascinatie wordt al snel een obsessie die haar carrière en familieleven in gevaar brengt.

## Rolverdeling
| Acteur             | Personage      |
| ------------------ | -------------- |
| Maggie Gyllenhaal  | Lisa Spinelli  |
| Parker Sevak       | Jimmy Roy      |
| Rosa Salazar       | Becca          |
| Anna Baryshnikov   | Meghan         |
| Michael Chernus    | Grant Spinelli |
| Gael García Bernal | Simon          |
| Ajay Naidu         | Nikhil Roy     |
| Ato Blankson-Wood  | Justin         |
| Libya Pugh         | Marianne       |
| Daisy Tahan        | Lainie         |
| Haley Murphy       | Brittany       |

## Release
The Kindergarten Teacher ging op 19 januari 2018 in première op het Sundance Film Festival in de U.S. Dramatic Competition.